# Cerro Azul (1940)
El Cerro Azul fue un buque petrolero mexicano de 5,873 toneladas que fue desguazado en Tampico en 1955.

## Historial
El 8 de diciembre de 1927 fue botado como buque petrolero para la compañía noruega A/S Binta (Per Gjerding), con base en Bergen y bautizado como Binta. En 1940 fue adquirido por compañías distribuidoras de PEMEX y rebautizado como Cerro Azul.

## Naufragio
El 19 de septiembre de 1955 naufragó frente a las costas de Tampico a causa de un huracán, siendo reflotado el 2 de noviembre de ese mismo año y finalmente desguazado en Tampico.